# Joaquim Sapinho
Joaquim José Martins Gonçalves Sapinho (Sabugal, 22 de agosto de 1964) é um cineasta, argumentista e produtor português. Fundador da produtora independente Rosa Filmes, é considerado parte da família cinematográfica A Escola de Reis.

## Biografia
Joaquim Sapinho estudou na Escola Superior de Teatro e Cinema, onde foi aluno de António Reis, Paulo Rocha e Alberto Seixas Santos, e, atualmente, lecciona nessa mesma escola Realização Cinematográfica.
Começou como documentarista para televisão, antes de realizar a sua primeira longa-metragem. Em 1995, com o seu primeiro filme, Corte de Cabelo, proporcionou um raro vislumbre sobre a juventude portuguesa da década de 90, sendo nomeado para o Leopardo de Ouro do Festival de Cinema de Locarno.
Joaquim Sapinho é também o fundador e gerente da produtora cinematográfica independente Rosa Filmes, que deu a conhecer realizadores como João Pedro Rodrigues e Manuela Viegas. Nesta produtora, tem igualmente desenvolvido um extenso trabalho enquanto produtor e argumentista. 
Em 1999, o filme Glória, escrito por Joaquim Sapinho e pela realizadora Manuela Viegas, esteve em competição no Festival de Cinema de Berlim.
Em 2003, Joaquim Sapinho apresentou Mulher Polícia, a sua segunda obra, a história de uma mãe e de um filho, baseada na ideia de que no mundo moderno algumas mulheres já não se lembram o que significa ser mãe. Este filme fez parte da seleção oficial do Festival de Cinema de Berlim.
Em 2005, Joaquim Sapinho apresentou Diários da Bósnia. Filmado em 1996 e 1998, tendo levando quase dez anos a completar, este filme é um diário documental sobre as suas experiências na Bósnia durante e depois da Guerra Jugoslava. Esta obra teve estreia no Festival Internacional de Pusan.
Em 2011, Joaquim Sapinho após um trabalho de dez anos – a maior parte dos quais simultaneamente com Diários da Bósnia, completa a sua quarta longa-metragem, Deste Lado da Ressurreição, que tem estreia mundial na seleção oficial do Festival de Cinema de Toronto.

## Filmografia de Realizador
- 2011 - Deste Lado da Ressurreição
- 2005 - Diários da Bósnia (documentário)
- 2003 - A Mulher Polícia
- 1995 - Corte de Cabelo
- 1994 - Julião Sarmento (documentário)
- 1988 - À Beira-Mar (curta-metragem)

## Filmografia da Rosa Filmes
- 2018 - Roi Soleil - Realizado por Albert Serra
- 2017 - A Vida do Avesso - Realizado por Hugo Martins.
- 2016 - A Morte De Luís XIV - Realizado por Albert Serra.
- 2015 - And When I Die, I Won't Stay Dead - Bob Kaufman - Realizado por Billy Woodberry.
- 2014 - Songs From The North - Realizado por Soon-Mi Yoo.
- 2014 - Outros Amarão As Coisas Que Eu Amei - João Benard Da Costa - Realizado por Manuel Mozos.
- 2013 - A Vida Invisível - Realizado por Vítor Gonçalves.
- 2011 - Deste Lado da Ressurreição - Realizado por Joaquim Sapinho.
- 2011 - O Que Há De Novo No Amor? - Realizado por Mónica Santana Baptista, Hugo Martins, Rui Santos, Tiago Nunes, Hugo Alves e Patrícia Raposo.
- 2009 - Morrer como um Homem - Realizado por João Pedro Rodrigues
- 2009 - 4 Copas - Realizado por Manuel Mozos
- 2005 - Diários da Bósnia - Realizado por Joaquim Sapinho
- 2005 - Odete - Realizado por João Pedro Rodrigues
- 2003 - A Mulher Polícia - Realizado por Joaquim Sapinho
- 2000 - O Fantasma - Realizado por João Pedro Rodrigues
- 1999 - Glória - Realizado por Manuela Viegas
- 1999 - Mal - Realizado por Alberto Seixas Santos
- 1999 - Jorge Molder - Realizado por José Neves
- 1998 - José Cardoso Pires - Diário de Bordo - Realizado por Manuel Mozos
- 1998 - Viagem à Expo - Realizado por João Pedro Rodrigues
- 1997 - Parabéns! - Realizado por João Pedro Rodrigues
- 1997 - Esta é a Minha Casa - Realizado por João Pedro Rodrigues
- 1997 - António Lobo Antunes - Realizado por Solveig Nordlund
- 1997 - Cinema Português? - Realizado por Manuel Mozos
- 1995 - Corte de Cabelo - Realizado por Joaquim Sapinho
- 1995 - "Cinéma, de notre temps: Shohei Imamura - Le libre penseur" - Realizado por Paulo Rocha
- 1994 - Lisboa no Cinema - Realizado por Manuel Mozos
- 1994 - Julião Sarmento - Realizado por Joaquim Sapinho
- 1993 - Portugaru San - O Sr. Portugal em Tokushima - Realizado por Paulo Rocha